# Club Deportivo Saprissa
El Club Deportivo Saprissa és un club costa-riqueny de futbol de la ciutat de San Juan de Tibás, a la província de San José.

## Història
El club va ser fundat el 16 de juliol de 1935 per iniciativa de Roberto Fernández Vásquez, qui es posà en contacte amb Ricardo Saprissa perquè l'ajudés. Els primers colors van ser el blau i el vermell, però a la fàbrica on es confeccionaven els uniformes es barrejaren els colors accidentalment i en resultà un color morat que agradà i esdevingué el color oficial del club l'any 1937.
Guanyà el torneig de tercera divisió el 1947 i l'any següent el de segona divisió, ja amb el nom de Saprissa F.C.. El 1949 disputà per primer cop a primera divisió del país. El club guanyà la primera lliga el 1952. El 1959 realitzà una gira per tot el món I durant els anys 1972 i 1977 es proclamà campió de Costa Rica durant sis temporades consecutives. El diari Nación de Costa Rica el nomenà millor club del país del segle xx.
L'any 2003 fou comprat per l'empresari mexicà Jorge Vergara, també propietari dels clubs Club Deportivo Guadalajara i Club Deportivo Chivas USA.

## Palmarès
- Lliga costa-riquenya de futbol:[4]
  - 1952, 1953, 1957, 1962, 1964, 1965, 1967, 1968, 1969, 1972, 1973, 1974, 1975, 1976, 1977, 1982, 1988, 1989, 1993–94, 1994–95, 1997–98, 1998–99, 2003–04, 2005–06, 2006–07, Hivern 2007, Estiu 2008, Hivern 2008, 2010 Estiu, 2014 Estiu, 2014 Hivern, 2015 Hivern, 2016 Hivern, 2018 Obertura

- Copa de Campions de la CONCACAF:
  - 1993, 1995, 2005

- Lliga de la CONCACAF:
  - 2019

- Copa de la UNCAF de clubs:
  - 1972, 1973, 1978, 1998, 2003

- Campionat de Centreamèrica de la CONCACAF:
  - 1970

- US Camel Cup:
  - 1995

## Estadi
Saprissa disputa els seus partits locals a l'Estadi Ricardo Saprissa Aymá, també conegut com La Cueva del Monstruo, i que porta el nom de Ricardo Saprissa. Té una capacitat de 23.112 seients. El terreny de l'estadi va ser comprat l'any 1965 i el 27 d'agost de 1972, després de sis anys de construcció, fou inaugurat oficialment. El primer partit el disputaren el Deportivo Saprissa i el Comunicaciones de Guatemala amb el resultat final d'empat a 1. El primer gol el marcà Peter Sandoval del Comunicaciones.
Anteriorment jugà a l'Estadi Nacional de Costa Rica.